# San José del Cerrito de Camargo
San José del Cerrito de Camargo es una localidad del estado mexicano de Guanajuato. Es parte del municipio de Jaral del Progreso.

## Toponimia
El nombre «San José» hace referencia al santo patrono de la localidad: José de Nazaret. El nombre «Camargo» rinde homenaje a Ignacio Camargo, héroe de la Independencia de México, oriundo del estado de Guanajuato.

## Demografía
| Gráfica de evolución demográfica |
|                                  |

| Censo | Población |
| ----- | --------- |
| 1900  | 417       |
| 1910  | 522       |
| 1921  | 217       |
| 1930  | 210       |
| 1940  | 361       |
| 1950  | 369       |
| 1960  | 573       |
| 1970  | 680       |
| 1980  | 1 005     |
| 1990  | 1 299     |
| 2000  | 1 561     |
| 2010  | 1 998     |
| 2020  | 2 298     |